# (4471) Graculus
(4471) Graculus est un astéroïde de la ceinture principale.

## Description
(4471) Graculus est un astéroïde de la ceinture principale. Il fut découvert par Paul Wild le 8 novembre 1978 à l'observatoire Zimmerwald. Il présente une orbite caractérisée par un demi-grand axe de 2,85 UA, une excentricité de 0,162 et une inclinaison de 13,87° par rapport à l'écliptique.
Il fut nommé d'après le chocard à bec jaune, oiseau dont le nom latin est Pyrrhocorax graculus.

## Compléments